# Сидоров, Александр Иванович (Герой Советского Союза)
Алекса́ндр Ива́нович Си́доров (1921—1945) — лейтенант Рабоче-крестьянской Красной Армии, участник Великой Отечественной войны, Герой Советского Союза (1945).

## Биография
Александр Сидоров родился в 1921 году в деревне Березняк (ныне — Киришский район Ленинградской области). Окончил неполную среднюю школу. В 1940 году Сидоров был призван на службу в Рабоче-крестьянскую Красную Армию. С начала Великой Отечественной войны — на её фронтах. В 1944 году Сидоров окончил курсы младших лейтенантов.
К апрелю 1945 года лейтенант Александр Сидоров командовал ротой 1071-го стрелкового полка 311-й стрелковой дивизии 61-й армии 1-го Белорусского фронта. Отличился во время форсирования Одера. 16 апреля 1945 года рота Сидорова переправилась через Одер и приняла активное участие в боях за захват и удержание плацдарма на его западном берегу. В тех боях он получил ранения, от которых скончался 17 апреля 1945 года. Похоронен в Цахове.
Указом Президиума Верховного Совета СССР от 31 мая 1945 года лейтенант Александр Сидоров посмертно был удостоен высокого звания Героя Советского Союза. Также посмертно был награждён орденом Ленина.

### Семья
Мать — Аграфена Петровна Сидорова.